# Зыбицкая улица

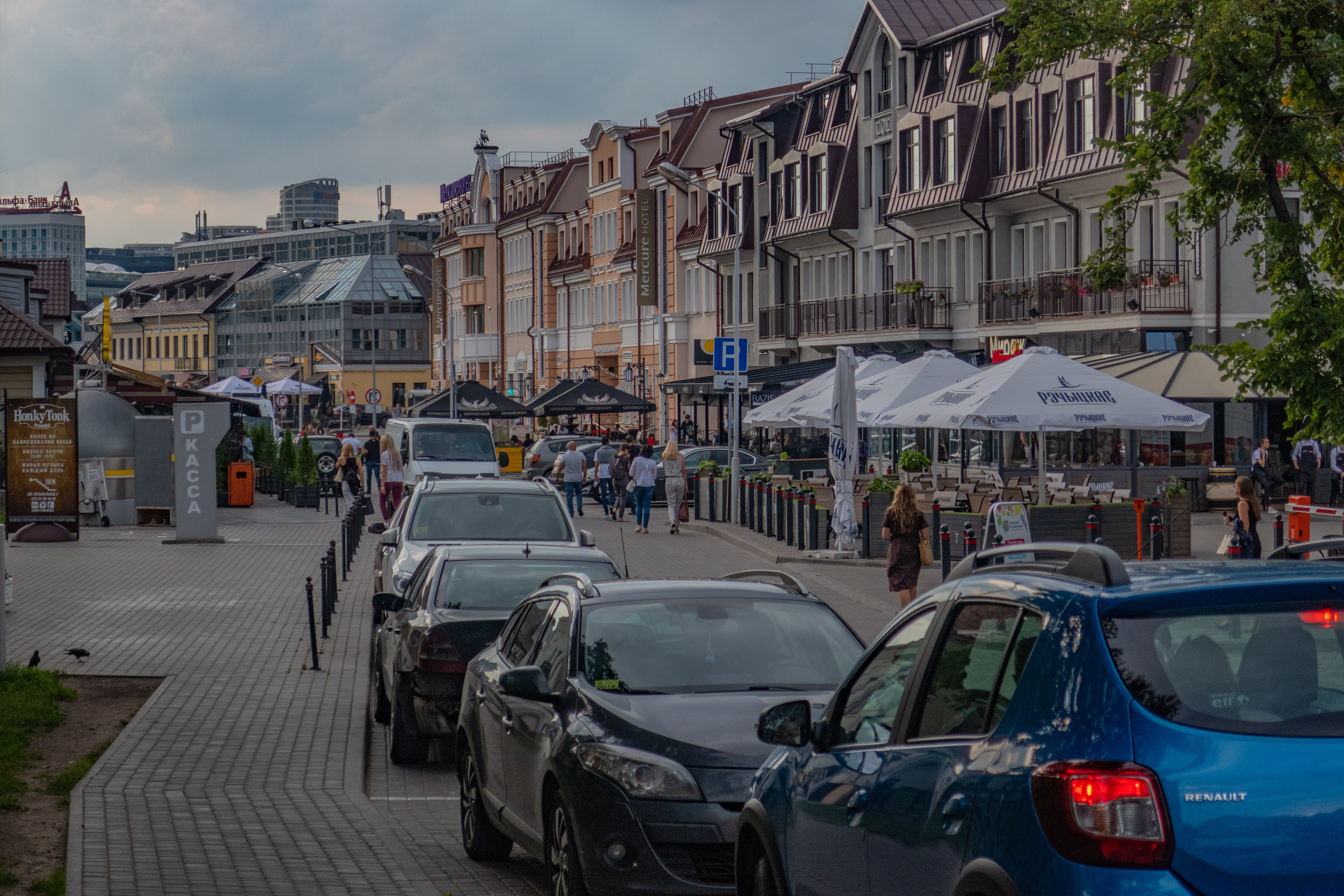
Общий вид улицы.

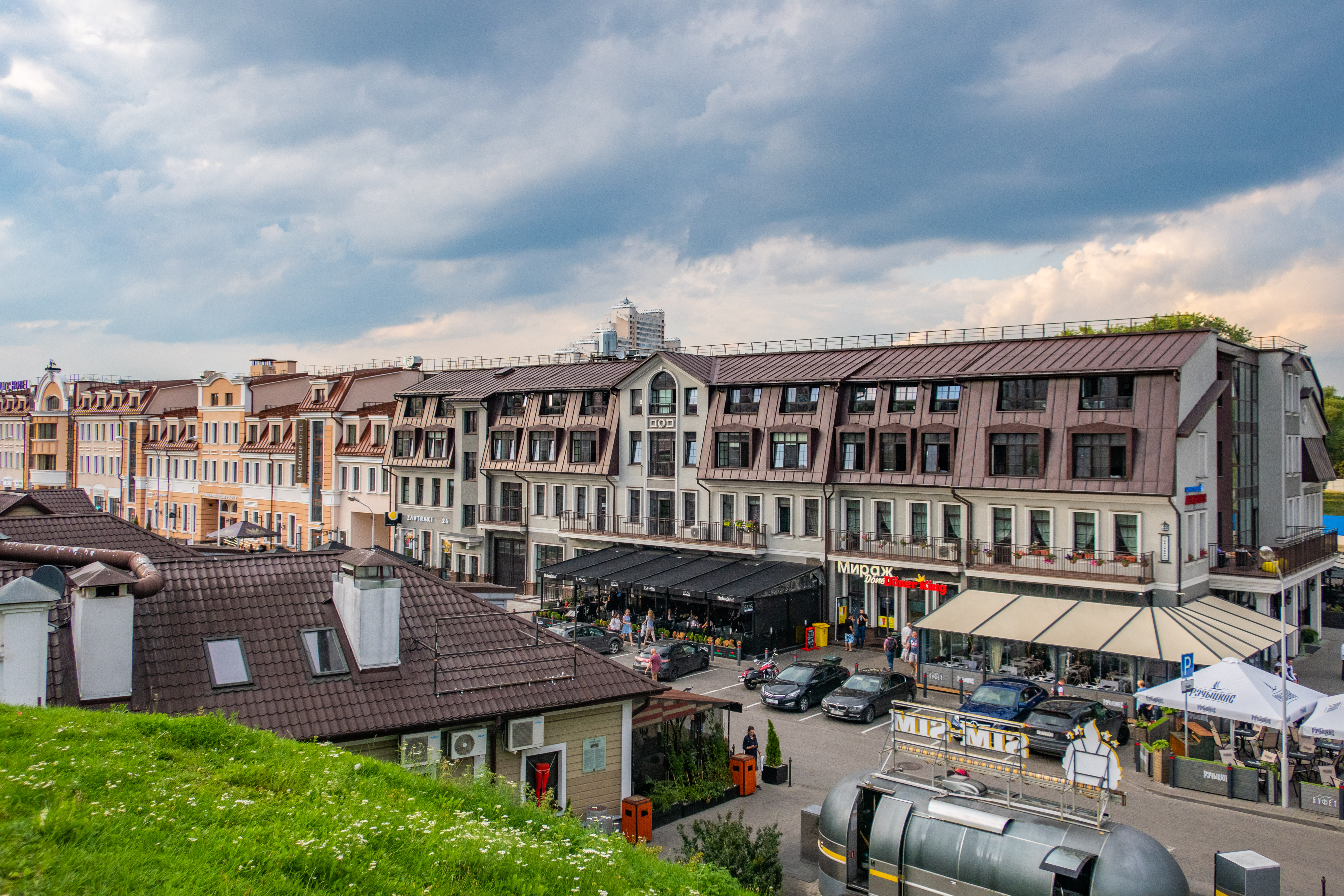
Дома № 4 и 2/5. Вдали видны верхние этажи дома «У Троицкого».

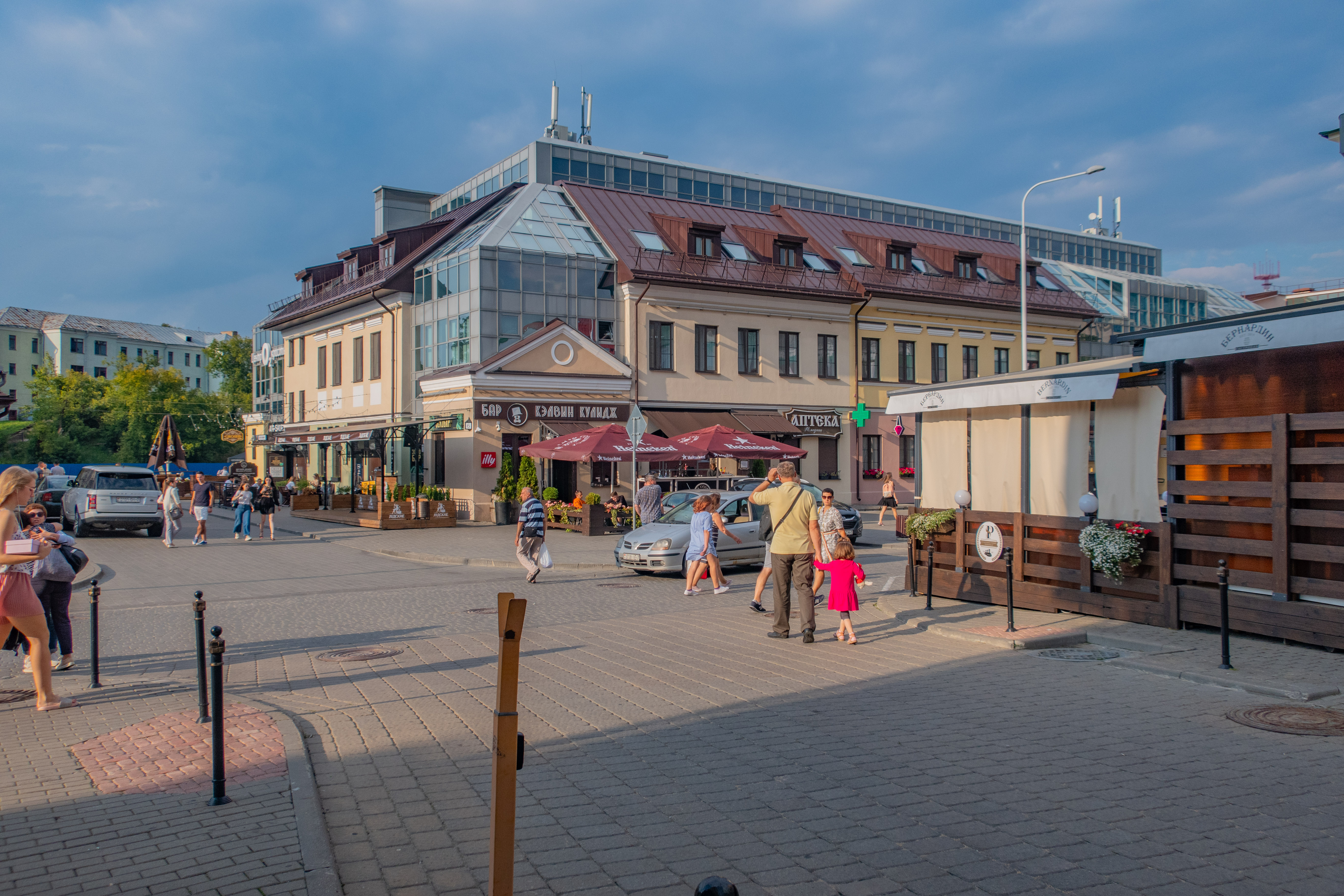
Дом № 6.

Зы́бицкая улица (бел. Зыбіцкая вуліца) — улица в историческом центре Минска, в Верхнем городе. Проходит от Интернациональной улицы до пешеходной зоны в районе площади 8 Марта.

## История
Зыбицкая улица сформировалась во второй половине XVI—XVII вв. Она проходила параллельно берегу Свислочи и соединяла Нижний рынок с Волоцкой улицей (ныне часть Интернациональной), пересекая Бернардинские улицы (современные улица Кирилла и Мефодия и улица Герцена). Название «Зыбицкая» возникло благодаря заболоченной, зыбкой почве. В 1866 году улица переименована в Болотную, в 1882 году — в Торговую. В 2010 году возвращено первоначальное название Зыбицкая.
В XVII—XVIII вв. застройка улицы была деревянной. На её углу с Нижним рынком в 1700 году был основан монастырь бонифратров. На углу с Бернардинской улицей находился основанный в 1633 году монастырь бернардинок, выходивший к Зыбицкой улице деревянными хозяйственными постройками. К улице выходила и территория монастыря бернардинцев, расположенного между двумя Бернардинскими улицами, отгороженная от улицы высокой каменной стеной. Остальную застройку составляли частные дома горожан. На рубеже XVIII—XIX веков у пересечения Зыбицкой и Волоцкой улиц появился небольшой пейзажный парк усадьбы Друцких-Любецких, позднее Ваньковичей. Каменные дома на улице стали возводиться с середины XIX века. В XIX веке была застроена одно-, двухэтажными домиками с огородами и туалетами. Улица была занята торговыми лавочками, магазинчиками, парикмахерскими. На верхних этажах зданий жили их владельцы. Отсюда и произошло название улицы — Торговая.
Историческая застройка улицы, особенно чётной стороны, утрачена к 1960-м годам. На месте улицы образовался пустырь. В 2010-е годы возникла новодельная застройка с элементами исторической архитектуры. На улице разместился ряд баров, она стала считаться «тусовочной».

## Описание
Улица проходит в западном направлении. Она начинается от Интернациональной улицы, с юга к ней примыкают Музыкальный переулок, улица Герцена, улица Кирилла и Мефодия. Проезжая часть улицы заканчивается разворотом вокруг памятника обретению Минской иконы Божьей Матери, пешеходная часть переходит в пешеходную зону площади 8 Марта. Нумерация домов — от Интернациональной улицы.

## Примечательные здания и сооружения
По нечётной стороне
- № 23 (угол с улицей Кирилла и Мефодия, 8) — флигель монастыря бернардинцев, памятник архитектуры, номер 712Г000081. Ныне гостиничный комплекс и музей карет.
- № 25 (угол с улицей Кирилла и Мефодия, 7) — флигель монастыря бернардинок, 1730-е гг., памятник архитектуры, номер 712Г000080.
- № 27 — здание XVIII века, снесённое в 2005 году, отстроено заново. Памятник архитектуры, номер 711Е000001. Относится к комплексу духовно-просветительского центра Белорусской православной церкви.

По чётной стороне